# Sicyos
Sicyos là một chi thực vật có hoa trong họ Cucurbitaceae.

## Phân loại
Phân loại năm 2011 của Hanno Schaefer và Susanne S. Renner xếp Sicyos (gộp cả Microsechium, Sicyocaulis, Sicyosperma, Parasicyos, Sechium và Sechiopsis) trong tông Sicyoeae.
Việc chia cắt Sechium và phân loại lại Sicyos đã dẫn đến sự hồi sinh gần đây của chi Frantzia. Cũng có bằng chứng cho thấy nó không có quan hệ họ hàng gần với Sechium như người ta từng nghĩ.

## Các loài
Chi Sicyos bao gồm 64 loài được The Plants of the World Online công nhận tại thời điểm năm 2024:
- Sicyos acariaeanthus Harms, 123
- Sicyos acerifolius Brandegee, 1917
- Sicyos albus (H.St.John) I.Telford, 1989
- Sicyos andreanus Cogn., 1880
- Sicyos angulatus L., 1753 - loài điển hình.
- Sicyos anunu (H.St.John) I.Telford, 1989
- Sicyos australis Endl., 1833
- Sicyos baderoa Hook. & Arn., 1833
- Sicyos barbatus (Gentry) C.Jeffrey, 1978
- Sicyos bogotensis Cogn., 1881
- Sicyos bulbosus Rodr.-Arév., Lira & Dávila, 2004
- Sicyos chaetocephalus Harms, 1923
- Sicyos chiriquensis Hammel & D'Arcy, 1981
- Sicyos collinus B.L.Rob. & Fernald, 1894
- Sicyos cordifolius Rodr.-Arév., Lira & Dávila, 2004
- Sicyos cucumerinus A.Gray, 1854
- Sicyos davilae Rodr.-Arév. & Lira, 2001
- Sicyos debilis Cogn., 1898
- Sicyos dieterleae Rodr.-Arév. & Lira, 1999
- Sicyos edulis Jacq., 1760 - su su.
- Sicyos erostratus H.St.John, 1987
- Sicyos fusiformis Cogn., 1878
- Sicyos galeottii Cogn., 1881
- Sicyos glaber Wooton, 1898
- Sicyos gracillimus Cogn., 1881
- Sicyos guatemalensis Standl. & Steyerm., 1944
- Sicyos herbstii (H.St.John) I.Telford, 1989
- Sicyos hillebrandii H.St.John, 1934
- Sicyos hispidus Hillebr., 1888
- Sicyos ignarus Mart.Crov., 1964
- Sicyos kunthii Cogn., 1881
- Sicyos kuntzei Cogn., 1898
- Sicyos laciniatus L., 1753
- Sicyos laevis A.Gray, 1854
- Sicyos lanceoloideus (H.St.John) W.L.Wagner & D.R.Herbst, 1999
- Sicyos lasiocephalus Skottsb., 1936
- Sicyos lirae Rodr.-Arév., 2003
- Sicyos longisepalus Cogn., 1891
- Sicyos longisetosus Cogn., 1881
- Sicyos macrocarpus Cogn., 1881
- Sicyos macrophyllus A.Gray, 1854
- Sicyos malvifolius Griseb., 1874
- Sicyos martii Cogn., 1878
- Sicyos mawhai I.Telford & P.Sebastian, 2012
- Sicyos maximowiczii Cogn., 1881
- Sicyos mcvaughii Rodr.-Arév., Lira & Calzada, 2005
- Sicyos microphyllus Kunth, 1817
- Sicyos montanus Poepp. & Endl., 1838
- Sicyos odonellii Mart.Crov., 1955
- Sicyos pachycarpus Hook. & Arn., 1832
- Sicyos palmatilobus Cogn., 1881
- Sicyos parviflorus Willd., 1805
- Sicyos peninsularis Brandegee, 1903
- Sicyos polyacanthos Cogn., 1878
- Sicyos semitonsus H.St.John, 1970
- Sicyos sertuliferus Cogn., 1891
- Sicyos sinaloae Brandegee, 1917
- Sicyos undara I.Telford & P.Sebastian, 2012
- Sicyos urolobus Harms, 1933
- Sicyos vargasii Standl. & F.A.Barkley, 1947
- Sicyos villosus Hook.f., 1847
- Sicyos waimanaloensis H.St.John, 1987
- Sicyos warmingii Cogn., 1878
- Sicyos weberbaueri Harms, 1923

## Hình ảnh

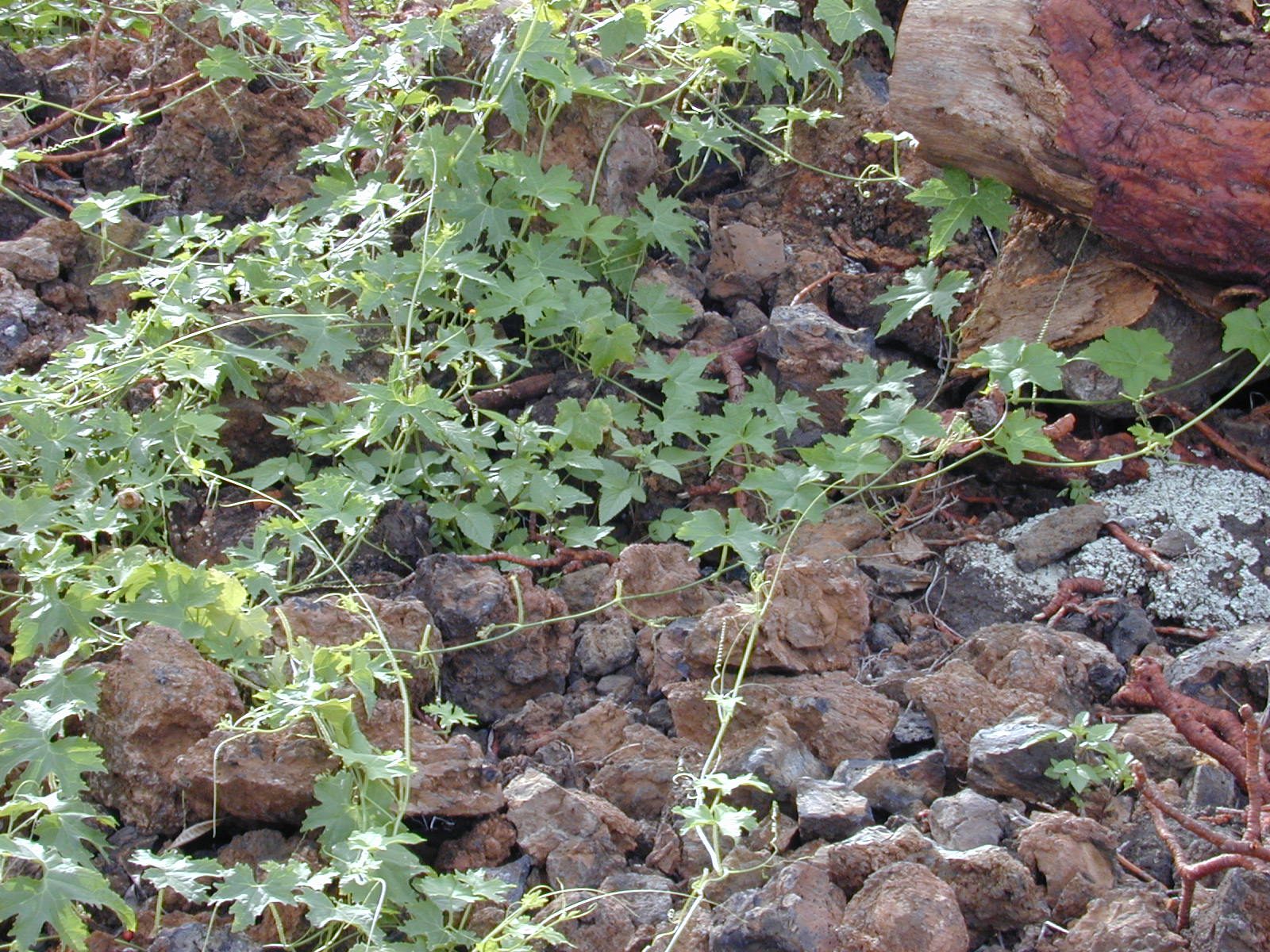
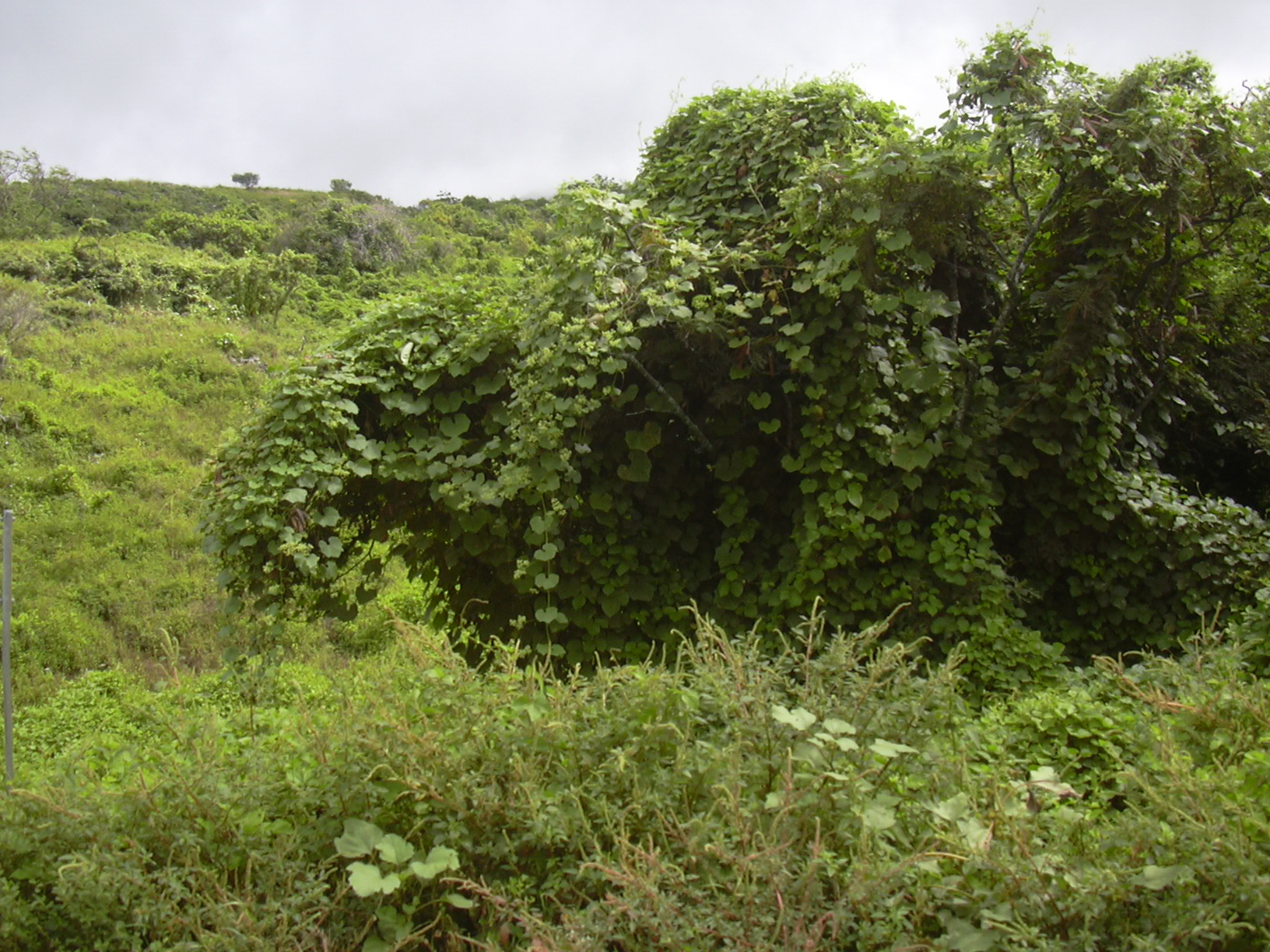
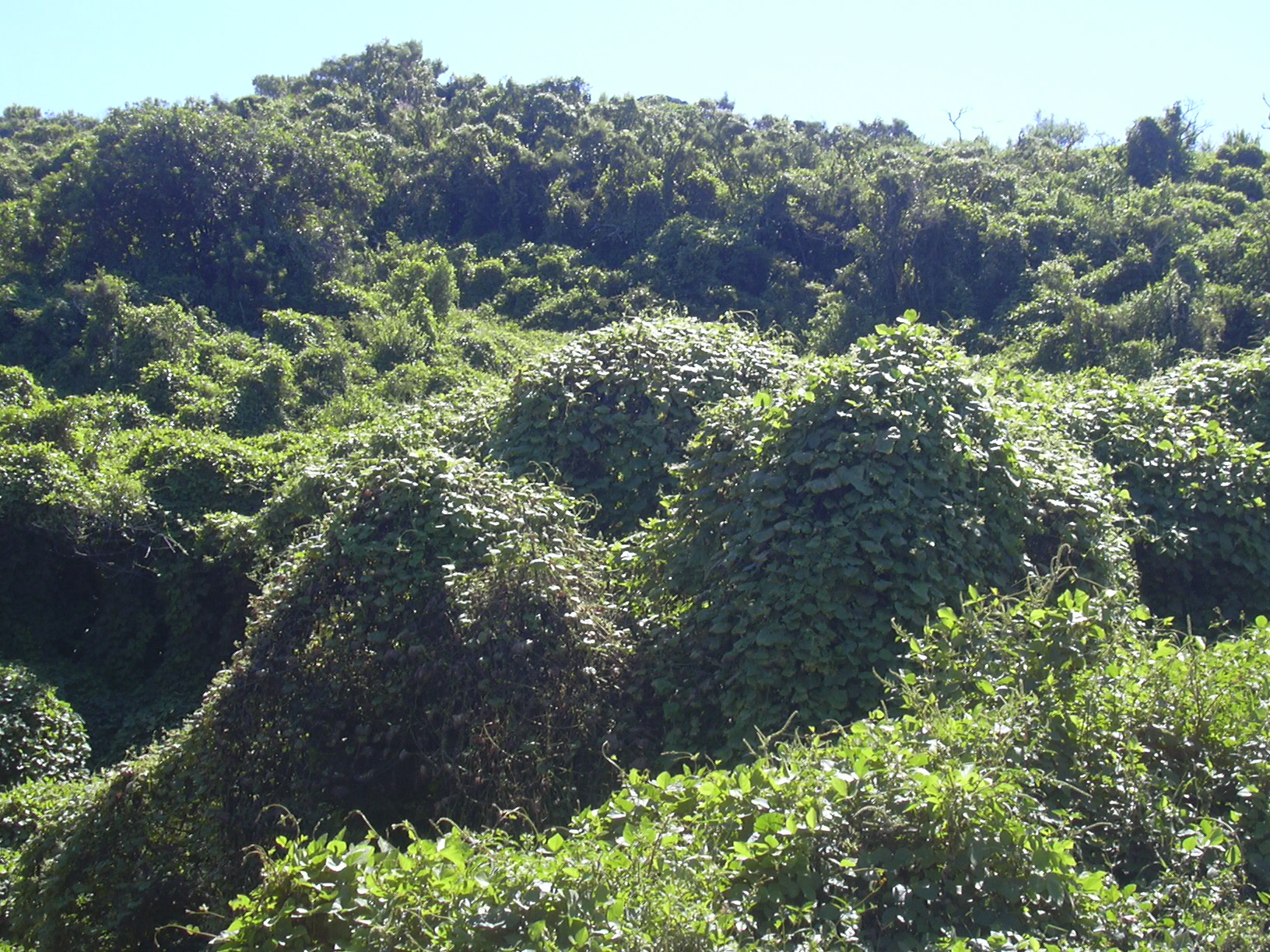
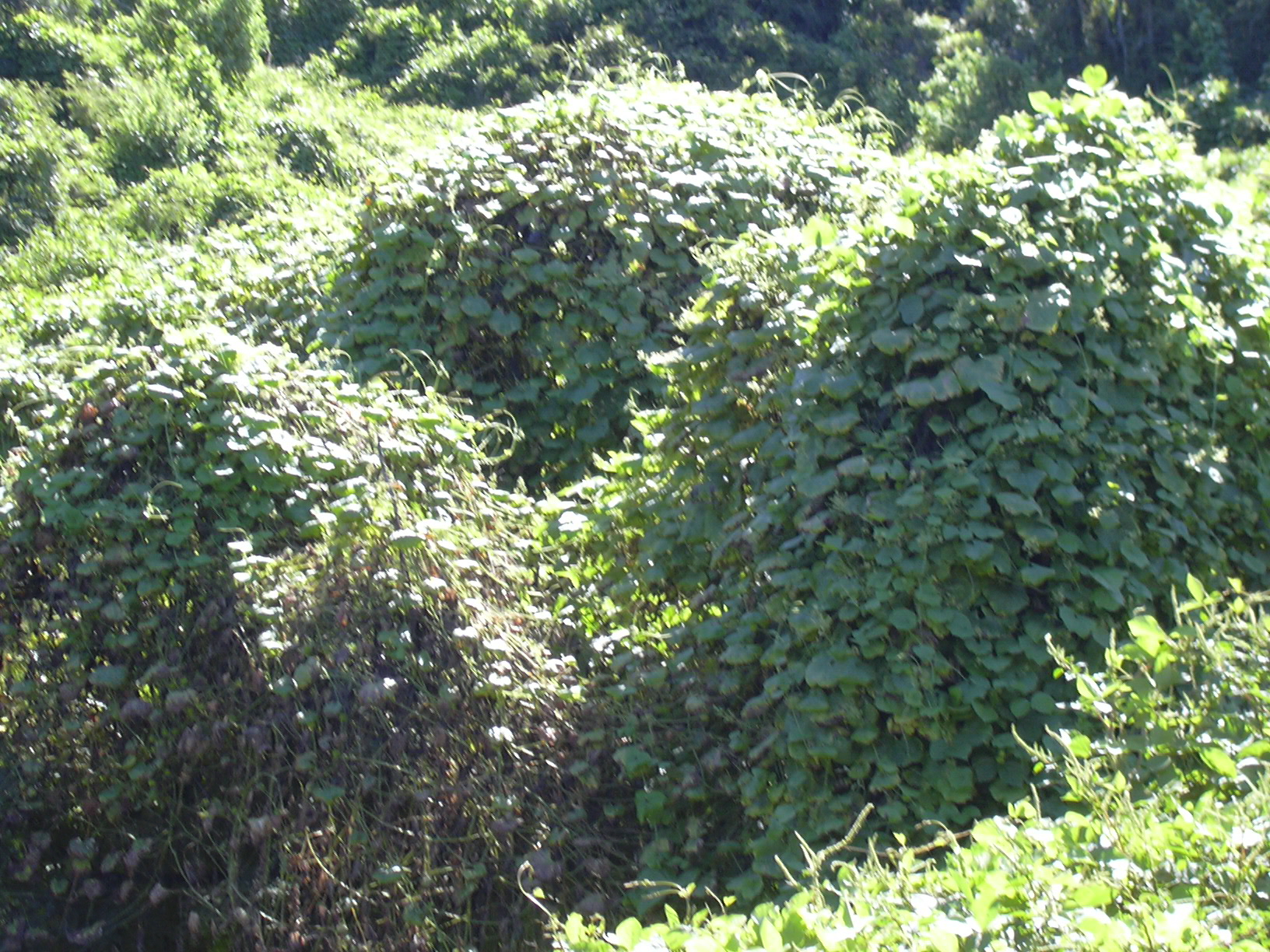